# Exposition universelle de Liège de 1905
L’Exposition universelle de 1905 s'est tenue à Liège en Belgique à l'occasion du 75e anniversaire de l'indépendance belge.

## Historique

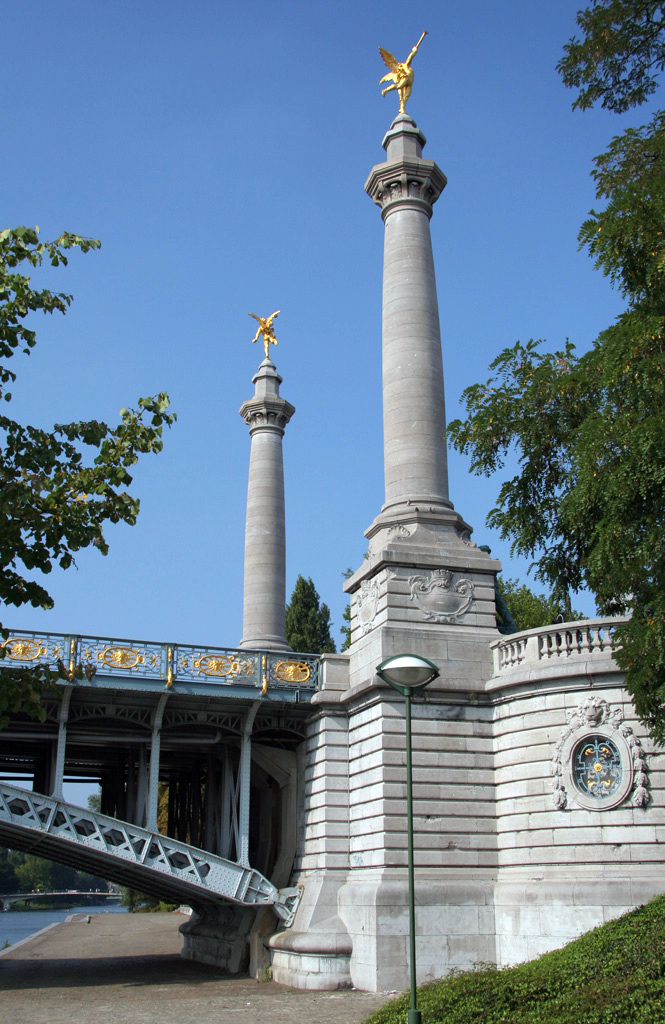
Les renommées du pont de Fragnée.

Le projet d'une Exposition universelle voit le jour d'après une idée lancée par le Cercle privé du Commerce liégeois en 1897. Le site de la plaine des Aguesses est retenu mais en raison de la rectification du cours de l'Ourthe et le comblement du Fourchu Fossé nécessaires, la cérémonie d'inauguration n'a lieu que le 27 avril 1905 devant une assemblée de plus de deux mille personnes. Une cantate de Jean-Théodore Radoux est chantée par huit cents exécutants.
Liège accueille une quarantaine de nations au parc de la Boverie et dans le quartier des Vennes, traversé par la ligne 40 dotée pour l'occasion d'une gare éphémère, avec pour objectif de montrer la puissance économique de la Belgique et spécialement de l'industrieuse Wallonie. L'Exposition s'étend sur près de 66 hectares de part et d'autre de la Meuse : 33 situés dans le quartier des Vennes, sur la rive droite, 10 au parc de la Boverie, et, sur la rive gauche, 4 à Fragnée et 19 à Cointe.
Les travaux qui précédent l'Exposition permettent de protéger les quartiers bordant l'Ourthe qui sont fréquemment inondés, de construire le pont de Fragnée, le pont de Fétinne, le pont des Vennes et la passerelle Mativa.
Les quais agrandis et mieux protégés permettent d'établir de nouveaux boulevards et de nouvelles lignes de tramways. La gare du Palais se voit alors dotée d'un imposant bâtiment en remplacement d'un bâtiment en bois construit vers 1877. Le bâtiment de 1904 sera démoli en 1979.
À l'occasion du centenaire de l'Exposition, la Ville de Liège organise en 2005 une série de manifestations pour célébrer cet anniversaire.

## LeVieux-Liège

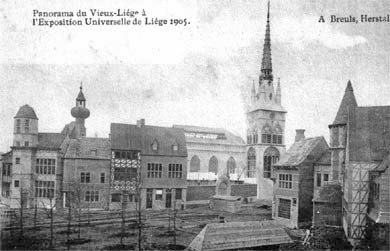
Reconstitution du Vieux-Liège pour l'Exposition de 1905 ; à l'arrière plan la cathédrale ; état en 1904 ; journal La Meuse.

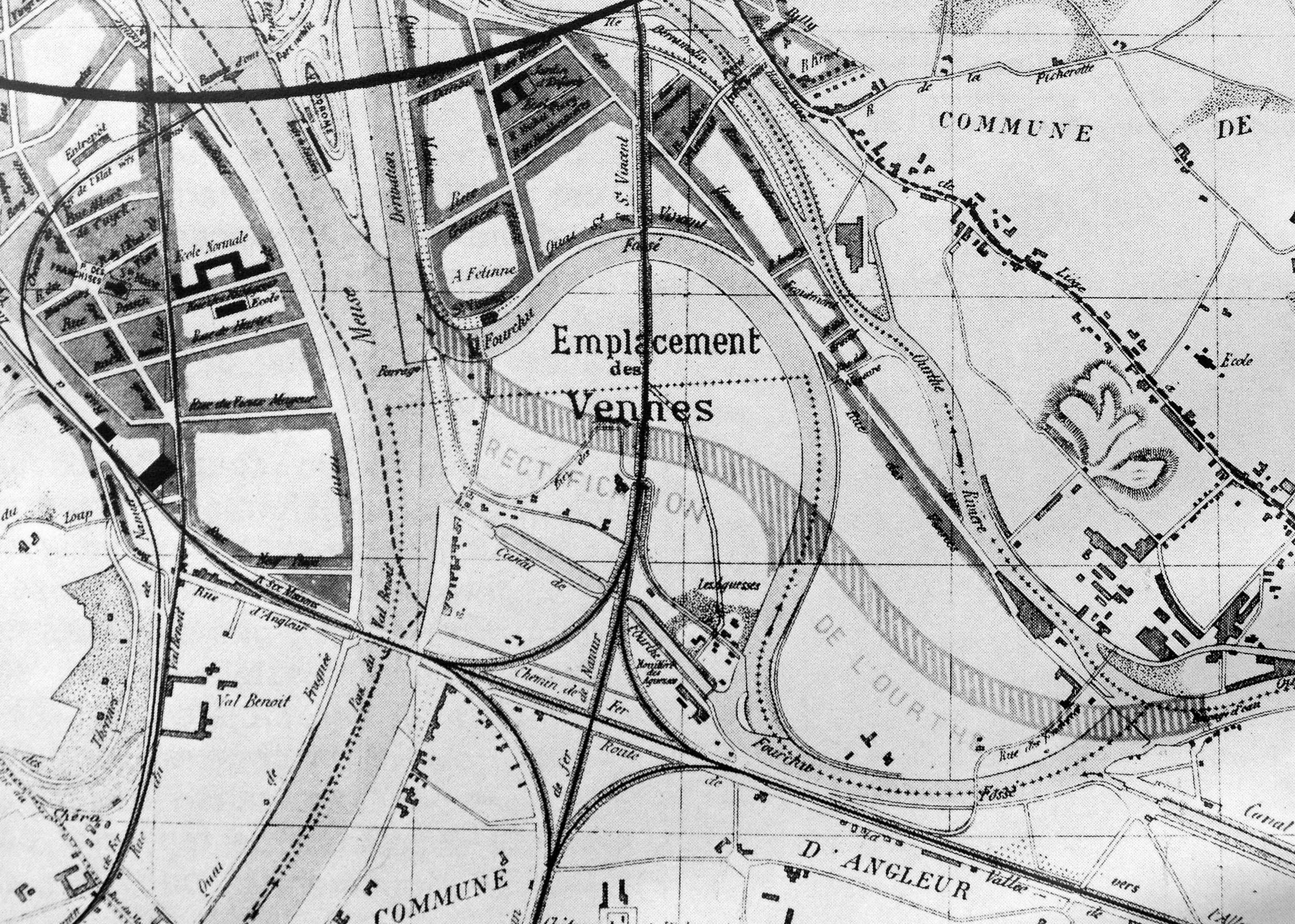
Plan du comblement du bras de l'Ourthe dit Fourchu-Fossé.

Un pittoresque quartier recrée un Vieux Liège, avec notamment la reconstitution de la tour de l'ancienne Cathédrale Notre-Dame-et-Saint-Lambert de Liège.
Le quartier du Vieux-Liège, lors de l'Exposition universelle de Liège en 1905, présentait une restitution à l'échelle 1/2 de la tour. Le journal local La Meuse la présentait ainsi :

« Sur le terrain du quartier du Vieux-Liège commence à s'élever la puissante charpente d'une reproduction de la tour de l'ancienne cathédrale Saint-Lambert. Il a bien fallu renoncer à restituer, en entier, l'antique cathédrale; ce projet était trop gigantesque et par conséquent impraticable. […] Le champ du Vieux-Liège y aurait à peine suffi. Ce qu'on peut faire, c'est reconstruire les parties de l'édifice qui se voyaient de la place du Marché, c'est-à-dire la grande tour, l'abside du chœur et une partie du transept. Ce projet ne laisse pas que d'être grandiose, car la tour, y compris la flèche, s'élèvera à plus de 60 m de hauteur. C'est plus de la moitié de la hauteur réelle à laquelle s'élevait la grande tour. Cette œuvre de restitution archéologique a été étudiée avec le plus grand soin; quantité de documents, tant graphiques que littéraires, ont été consultés, comparés, étudiés jusque dans leurs moindres détails, afin de rendre l'exécution aussi exacte et aussi parfaite que possible. Faute de place on a dû renoncer à reconstruire les cloîtres, mais on n'a pas oublié l'escalier d'asile par lequel on montait du Marché à la cathédrale. […] »

Une fausse houillère, la « Houillère du Vieux-Liège » est également installée sur le site.

## Architecture
La rectification des cours d'eau et la conception des ponts sont confiées à l'ingénieur Émile Jacqmain. Jean-Laurent Hasse et Charles Étienne Soubre sont les deux architectes engagés pour la conception esthétique de l'ensemble des constructions. À ces deux architectes officiels de l'Exposition, un duo de collaborateurs est adjoint, Maurice Bada pour les infrastructures techniques et Arthur Snyers pour la conception esthétique.
Des nombreux et vastes palais demeure aujourd'hui le Palais des beaux-arts (architectes Charles Soubre de Liège et Jean-Laurent Hasse d'Anvers) : le bâtiment abrite entre 1952 et 1980 le Musée d'Art wallon, puis de 1980 à 2011 le Musée d'Art moderne et d'Art contemporain. Le Palais des Beaux-Arts est l'objet au début des années 2010 d'un projet de transformation et d'extension, à l'origine dans le but d'y héberger un Centre international d'art et de culture.
Subsistent également dans leur conception initiale (même si pour partie reconstruits) le pont de Fragnée, le pont de Fétinne et la passerelle Mativa.

## Œuvre d'art

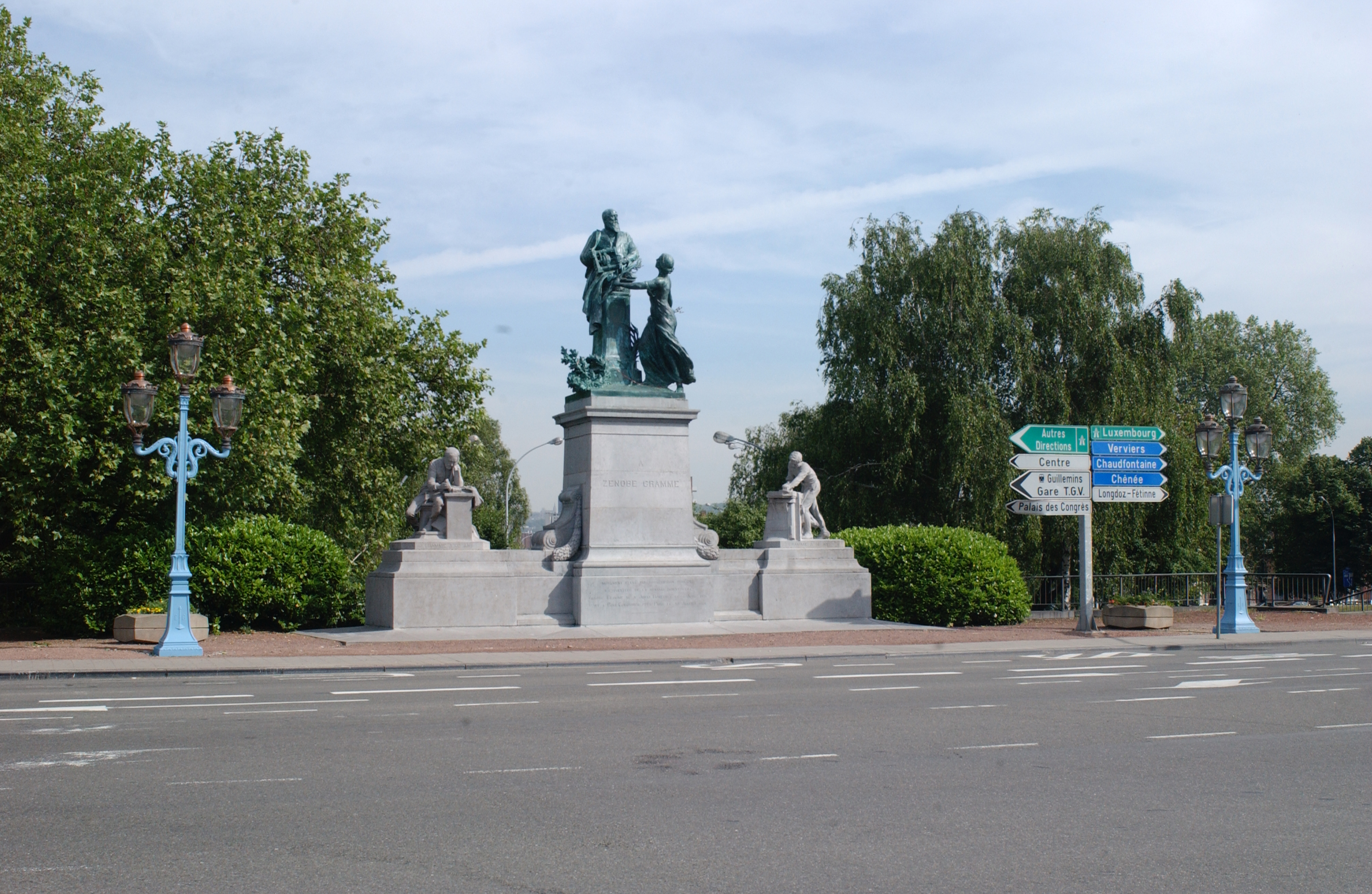
Le monument dédié à Zénobe Gramme.

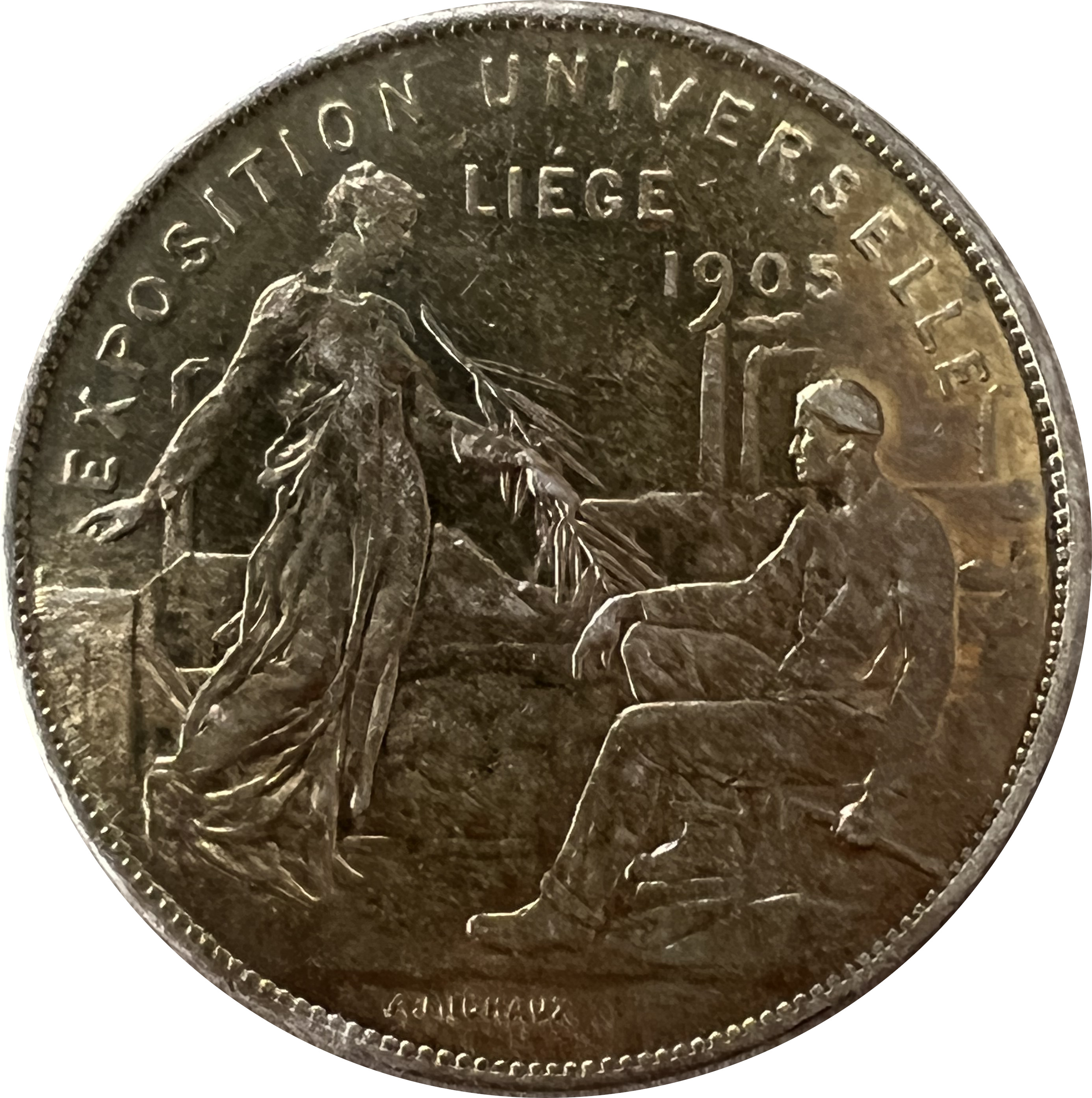
Médaille de l'exposition réalisée par A. Michaux.

### Monument Zénobe Gramme
Le monument dédié à Zénobe Gramme, inauguré le 7 octobre 1905 dans le cadre de l'Exposition Universelle, est l’œuvre du sculpteur belge Thomas Vinçotte, en collaboration avec l'architecte liégeois Charles Soubre.
Ce monument se dresse à la jonction entre le pont de Fragnée et le pont de Fétinne sur le square qui porte le nom de l'illustre inventeur, à la fin du XIXe siècle, de la dynamo électrique.
Au centre, posé sur un haut socle, trône le buste en bronze de Zénobe Gramme, qui tient sa dynamo. Une femme (probablement d'une muse inspiratrice ou de la récompense bien méritée) se tient à côté, ses mains enserrant des palmes glorieuses et des foudres électriques.
En bas, les statues en pierre représentent Gramme à 18 ans, quand il exerce son premier métier de menuisier, et à 40 ans, méditant sur sa fameuse invention.